# Obichingou
Der Obichingou (russisch Обихингоу, auch Obi Khingob) ist ein linker Nebenfluss des Wachsch in Tadschikistan.
Der Fluss entsteht im westlichen Pamir am Zusammenfluss der beiden Quellflüsse Gharmo von links und Kirgisob von rechts, die vom Schmelzwasser der Gletscher der Kette der Akademie der Wissenschaften gespeist werden. Der Obichingou fließt in überwiegend westlicher Richtung durch das Bergland. Südlich liegt die Darwaskette, nördlich die Peter-I.-Kette. Nach 180 km trifft der Obichingou auf den Wachsch, der oberhalb der Mündung auch Surchob heißt. Das Einzugsgebiet des Obichingou umfasst 6600 km². Ein wichtiger linksseitiger Nebenfluss ist der Bochud. Die Fernstraße M41 verläuft entlang dem Unterlauf des Obichingou.